# Tsubasa to Hotaru
Tsubasa to Hotaru (つばさとホタル) é uma série de mangá shōjo escrita e ilustrada por Nana Haruta.

## História
Tsubasa Sonokawa é uma colegial de 15 anos que se apaixonou por um veterano que a salvou após desmaiar na estação de trem por causa de anemia. Desde então, passou a ir todos os dias até a sua classe, por pensar que eles estavam destinados um ao outro. Porém, ela é rejeitada. No mesmo dia, ela é convidada por sua amiga, Yuri, a ajudá-la na administração do clube de basquete da escola. Assim, ela conhece Aki, um garoto que pode mudar a direção do seu coração.

## Mídia

### Mangá
Tsubasa to Hotaru é publicado na revista Ribon da Shueisha desde 14 de fevereiro de 2014.
| N.º | Data de lançamento      | ISBN              |
| --- | ----------------------- | ----------------- |
| 01  | 14 de fevereiro de 2014 | 978-4-08-867309-7 |
| 02  | 15 de abril de 2014     | 978-4-08-867321-9 |
| 03  | 12 de setembro de 2014  | 978-4-08-867340-0 |
| 04  | 13 de março de 2015     | 978-4-08-867362-2 |

### OVA
Um original video animation foi lançado em 21 de março de 2014 durante o evento da revista Ribon. O tema de encerramento do especial é "Tsubasa to Hotaru" (つばさとホタル) por Kanae Itō.